# Dinosaur National Monument

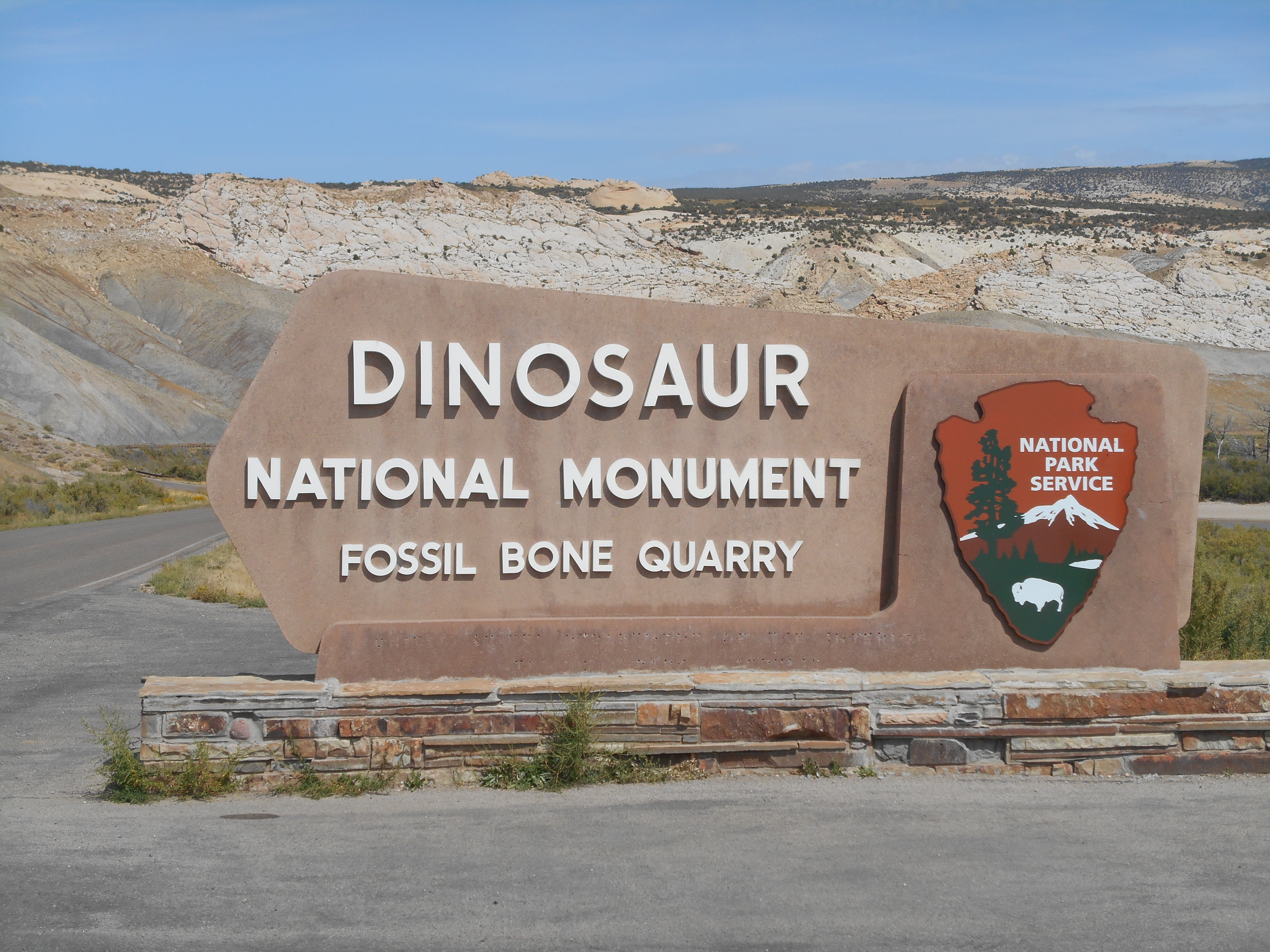
Entrata al Dinosaur National Monument

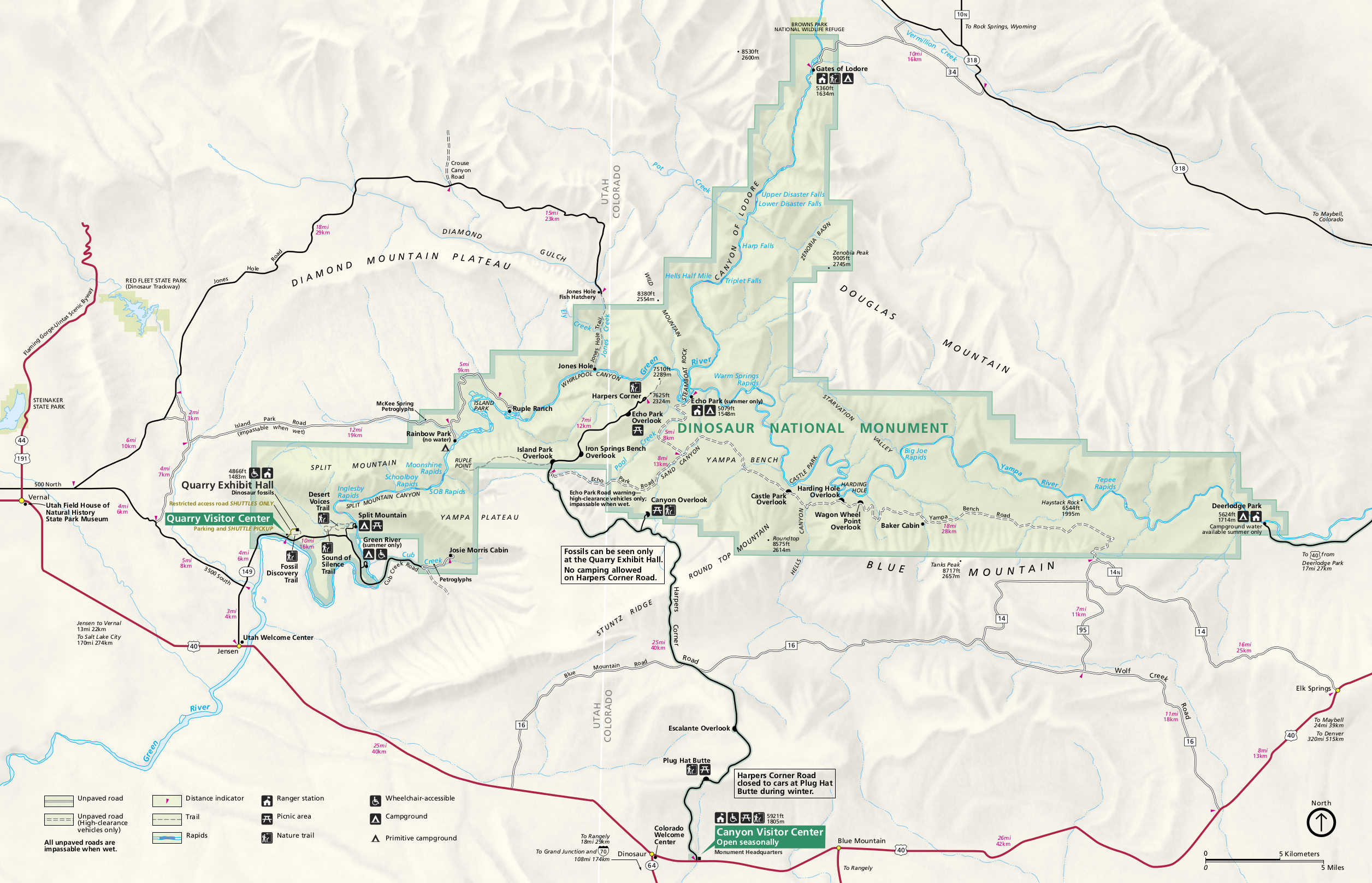
Cartina con l'estensione del Dinosaur National Monument

Il Dinosaur National Monument è un Monumento nazionale situato sul fianco sud-orientale dei monti Uinta al confine tra Colorado e Utah, alla confluenza del Green River e Yampa. Anche se gran parte dell'area si trova nella contea di Moffat, in Colorado, il Dinosaur Quarry (Cava dei dinosauri) si trova in Utah, a nord della città di Jensen. La città più vicina del Colorado è Dinosaur, mentre la città più vicina è Vernal, in Utah.
Preservato dal 1915 per proteggere il famoso Dinosaur Quarry, il monumento fu ingrandito nel 1938 per comprendere tutta l'area che rappresenta la sua storia naturale. I paesaggi selvaggi, la topografia, la geologia, la paleontologia e la storia della regione la rendono una risorsa unica sia per la scienza che per il turismo. Il parco contiene oltre 800 siti paleontologici e presenta fossili di dinosauri tra cui Allosaurus, Deinonychus, Abydosaurus, e diversi sauropodi. L'Abydosaurus consiste in un teschio quasi completo, la mascella inferiore, e le prime vertebre del collo. Il campione fu trovato alla base del Mussentuchit Member della Formazione di Cedar Mountain, e rappresenta l'olotipo per la descrizione.
Il paleontologo Earl Douglass del Carnegie Museum scoprì otto vertebre di un apatosaurus il 17 agosto 1909, che divenne il primo scheletro di dinosauro scoperto ed estratto al nuovo Carnegie Quarry. L'area circostante la cava fu dichiarata monumento nazionale il 4 ottobre 1915. La International Dark-Sky Association designò il Dinosaur National Monument come International Dark Sky Park nell'aprile 2019.

## Geologia

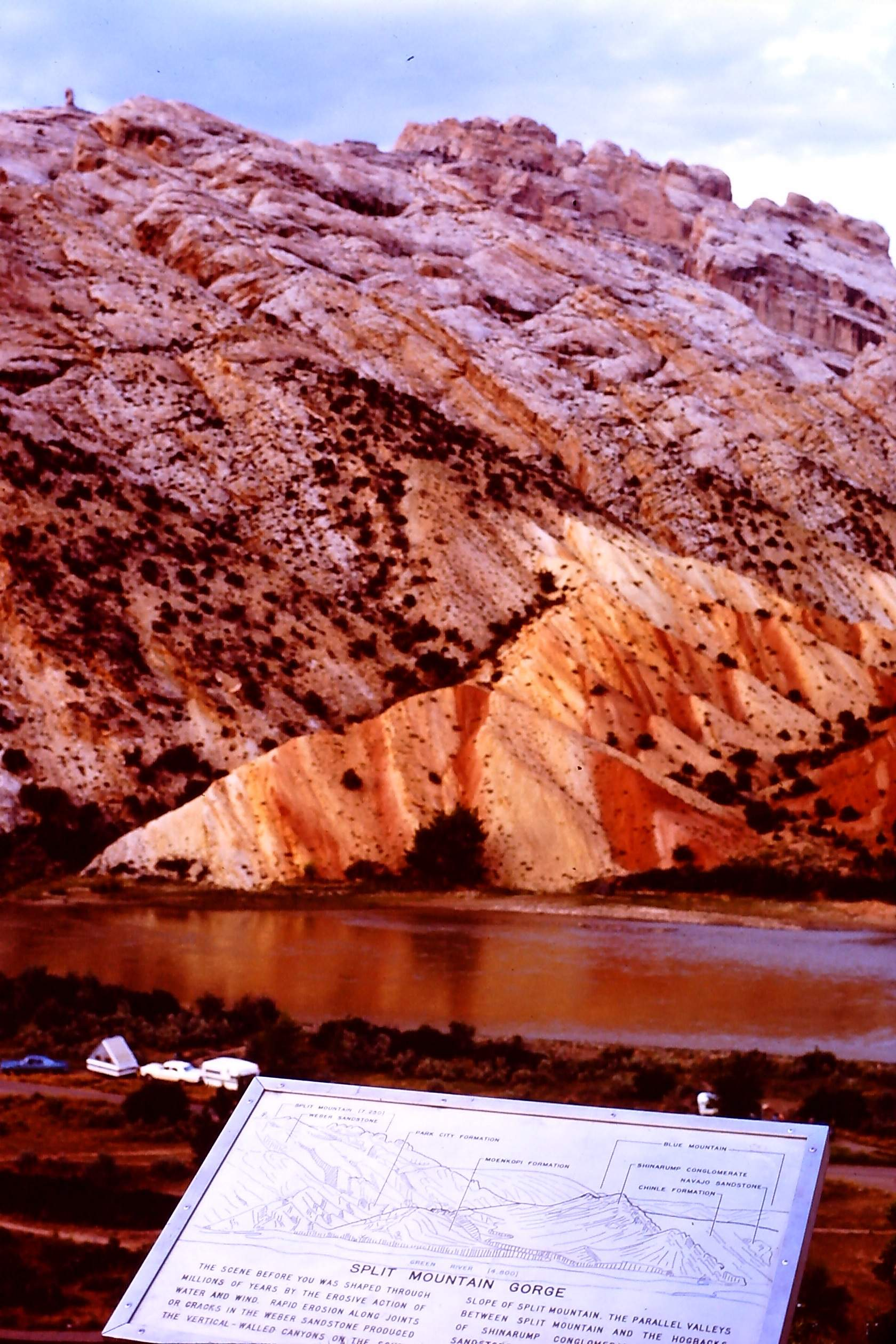
Split Mountain
Green River

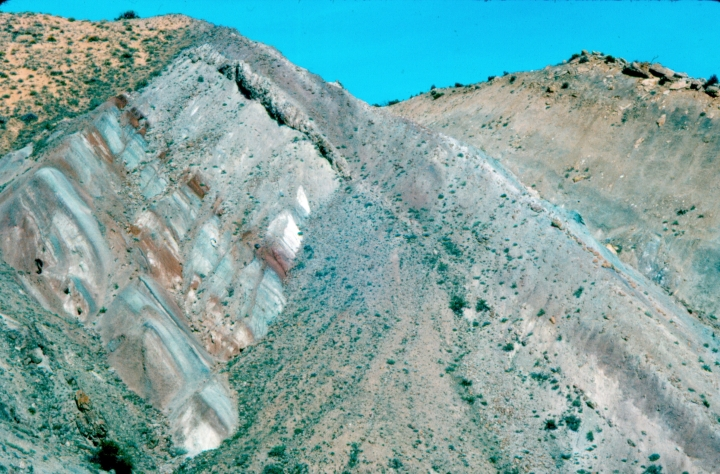
Strati multicolori del Brushy Basin Member della formazione Morrison

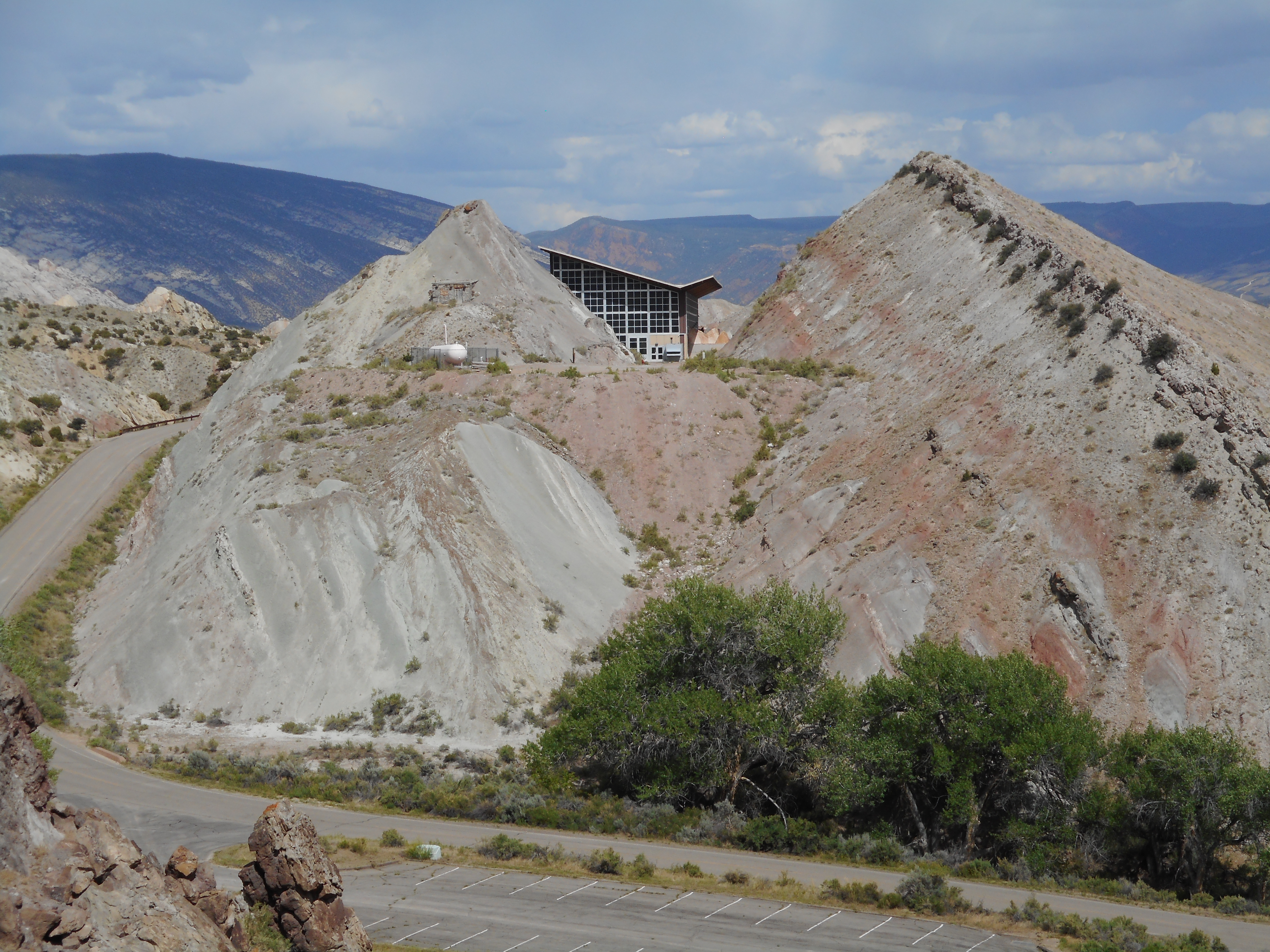
Il Quarry Visitor Center nel paesaggio naturale, visto da ovest.

Lo strato di roccia che contiene i fossili è arenaria e conglomerato di resti alluvionali conosciuti come formazione Morrison del periodo Giurassico, risalente a circa 150 milioni di anni fa. I dinosauri e altri animali antichi furono portati dal sistema fluviale che alla fine seppellì i loro resti nello Utah.
La pila di sedimenti fu poi sepolta e litificata in solida roccia; gli strati di roccia furono poi sollevati e inclinati secondo l'angolo attuale dalle forze che portarono alla nascita delle montagne, e in particolare dei monti Uinta durante l'orogenesi laramide. Le continue forze di erosione esposero gli strati alla superficie, fino alla scoperta da parte dei paleontologi.

## Storia

### Popolo Fremont

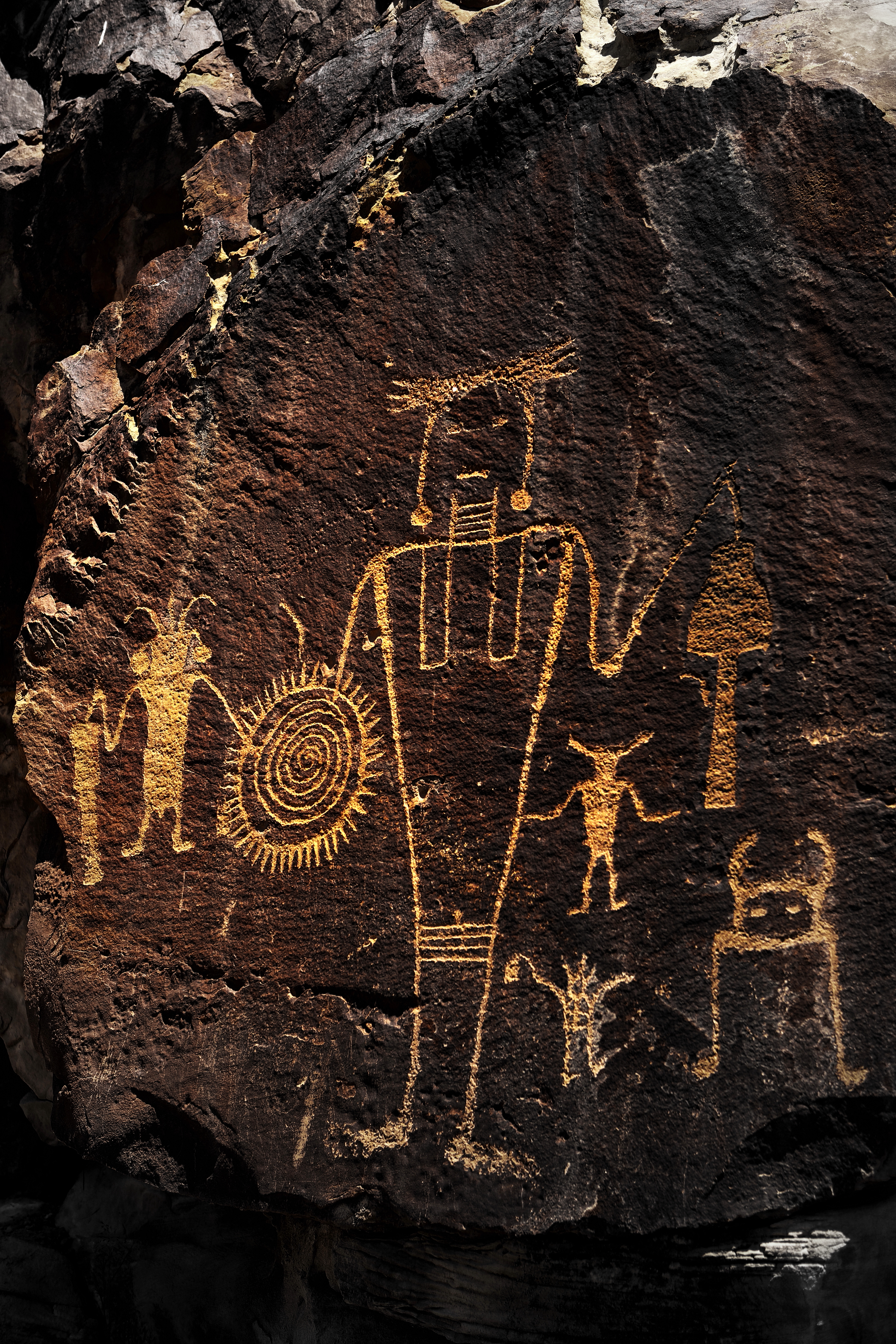
Incisioni rupestri presso atMcKee Spring al Dinosaur National Monument

Il popolo Fremont visse nell'area dell'attuale Dinosaur National Monument prima del XIV secolo, con tracce archeologiche che risalgono dal 200 circa fino al 1300 circa. Gli archeologi studiarono e diedero il nome per prima alla cultura di Fremont lungo il fiume Fremont nello Utah centro-meridionale, e l'hanno seguita lungo i tracciati dei fiumi Green e Colorado.
I Fremont non costruirono abitazioni grandi e permanenti; vivevano invece in piccole bande in rifugi naturali, come sporgenze di roccia o caverne, ma anche in piccoli villaggi. Consumavano cibo vegetale, come pinoli, bacche e frutti di cactus, oltre agli animali selvatici come il cervo mulo, la pecora bighorn, piccoli mammiferi e uccelli. Coltivavano il grano, i fagioli e la zucca, talvolta impiegando tecniche di irrigazione.
Il destino della cultura di Fremont non è chiaro; recenti teorie suggeriscono che lo stile di vita del popolo potrebbe essere cambiato per via della siccità e di altri fattori climatici, delle risorse naturali insufficienti o dell'influenza di altre culture vicine. Lasciarono tracce della loro presenza sotto forma di incisioni rupestri e pittogrammi di figure umane e animali, oltre a disegni astratti. Le figure umane mostrano tipicamente corpi trapezoidali e decorazionio elaborate che suggeriscono la presenza di cappelli, orecchini, collane e scudi. Le figure animali comprendono la pecora bighorn, uccelli, serpenti e lucertole. I disegni puramente astratti o geometrici come cerchi, spirali e diverse combinazioni di linee sono altrettanto comuni; molti disegni del monumento nazionale sono accessibili da vicino lungo quattro itinerari nello Utah, uno dei quali si trova in prossimità del centro visitatori, ed esiste un quinto percorso nel Colorado.

### Prime spedizioni scientifiche

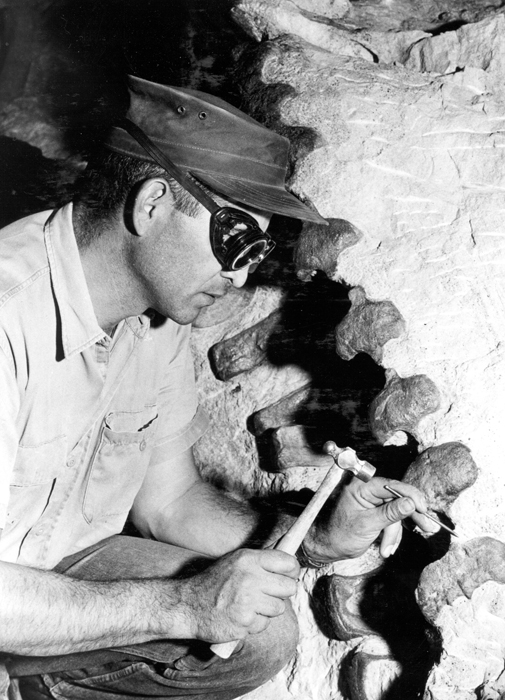
Il paleontologo taglia la matrice di roccia da una colonna di vertebre nella cava dei dinosauri.

I letti ossei dei dinosauri furono scoperti nel 1909 da Earl Douglass, un paleontologo che lavorava e raccoglieva campioni per il Carnegie Natural History Museum. Lui e i suoi colleghi portarono alla luce migliaia di fossili e li inviarono al museo a Pittsburgh, in Pennsylvania, per essere studiati ed esposti.

### Monumento nazionale
Il Presidente Woodrow Wilson proclamò l'area "Dinosaur National Monument" nel 1915; i confini del monumento furono espansi nel 1938 dagli originali 0,32 km² che circondavano la Cava dei dinosauri nello Utah, per arrivare a 853 km² in Utah e Colorado, comprendendo i canyon del Green River e Yampa.

### Diga di Echo Park

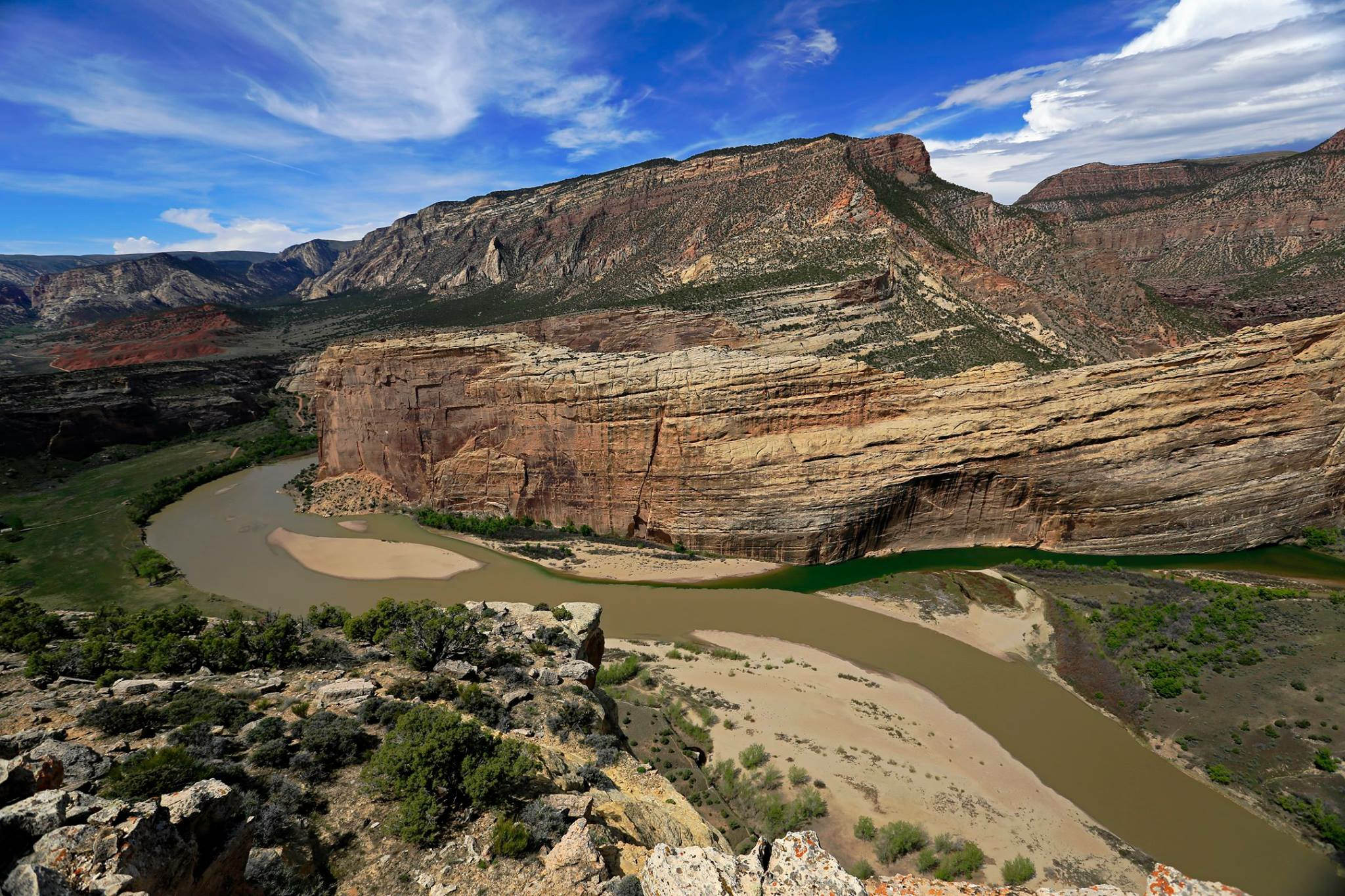
Confluenza del Green River e Yampa

I progetti miliardari stilati dallo United States Bureau of Reclamation per la costruzione di dieci dighe iniziarono a incontrare l'opposizione della popolazione all'inizio degli anni '50, quando venne annunciato che una delle dighe proposte sarebbe stata costruita a Echo Park, nel mezzo del Dinosaur National Monument. La controversia assunse proporzioni importanti, dominando le politiche di conservazione per anni. David Brower, direttore esecutivo del Sierra Club, e Howard Zahniser di The Wilderness Society intrapresero una campagna nazionale senza precedenti per preservare i fiumi e i canyon panoramici dei fiumi Green e Yampa. Sostenevano che se un monumento nazionale non era al sicuro dall'edificazione, cosa potevano le terre selvagge rimanere intatte?
Sull'altro versante vi erano i membri del Congresso degli Stati Uniti che provenivano dagli stati occidentali, che sostenevano il progetto per assicurare i diritti sulle acque, provvedere alla generazione di energia idroelettrica a basso costo e sviluppare bacini come destinazione turistica. Dopo molti dibattiti, il Congresso giunse ad un compromesso che eliminò la diga di Echo Park e autorizzò il resto del progetto. Il "Colorado River Storage Project Act" divenne legge l'11 aprile 1956 e affermava che "nessuna diga o bacino costruito sotto l'autorizzazione della legge dovesse trovarsi in nessun Parco o Monumento nazionale".